# علف مقدس (سرده)
علف مقدس (سرده)، علف ملکوتی (نام علمی: Sigesbeckia) نام یک سرده از تیره کاسنیان است.